# Ramzovské sedlo

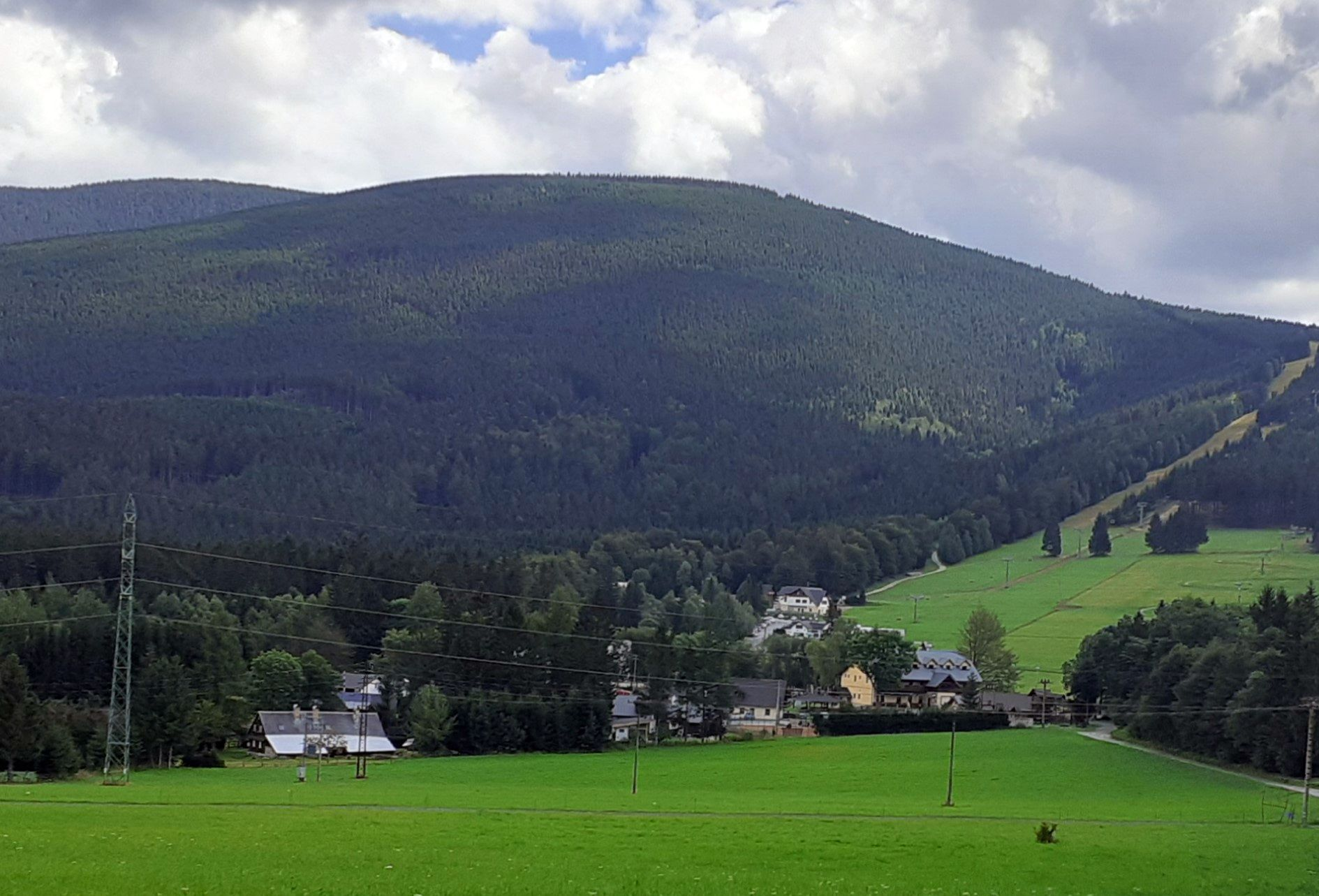
osada Ramzová v Ramzovském sedle

Ramzovské sedlo (760 m n. m.) se rozkládá mezi Hrubým Jeseníkem a Rychlebskými horami v okrese Jeseník. Hlubokým sedlem, sevřeným mezi vrcholy Smrku a Šeráku prochází silnice a železnice z Hanušovic do Jeseníku. Sedlem také prochází historická zemská hranice mezi Moravou a Slezskem.
Osada Ramzová, jež patří k obci Ostružná, leží již na území Českého Slezska a je významným střediskem letní i zimní rekreace v Jeseníkách. Na vrchol Šeráku vede ze sedla sedačková lanovka, okolo které leží několik sjezdovek.